# Řekni to psem
Řekni to psem je romantická komedie z roku 2022 režiséra Roberta Sedláčka a scenáristky Ireny Obermannové. Hlavní role ztvárnili Berenika Kohoutová, Igor Orozovič, Štěpán Benoni, Hana Vagnerová, Taťjana Medvecká, Jiří Lábus a Veronika Žilková; film se natáčel během léta 2021 v Praze a Panenských Břežanech.
Premiéru snímku původně plánovali na 17. březen 2022, leč poté ji posunuli na 7. červenec 2022 (a mezitím představili novinářům – 28. června 2022).

## O filmu
Hlavní hrdinka filmu, Dita (Berenika Kohoutová), dostane od svého přítele Filipa (Igor Orozovič) psa, i když sama touží po dítěti a psy v lásce nemá. Navíc krátce poté zjistí, že ji Filip podvádí s její kamarádkou Gábinou (Hana Vagnerová); Dita tak zůstane bez přítele a se psem, kterého nikdy nechtěla. Přes svůj počáteční odpor si však na psa začne zvykat a postupně se začlení do komunity pejskařů, kterou dříve opovrhovala.

## Obsazení
| Berenika Kohoutová | Dita Vaňková               |
| Štěpán Benoni      | Petr, soused Dity          |
| Veronika Žilková   | Elvíra Vaňková, matka Dity |
| Igor Orozovič      | Filip, expartner Dity      |
| Hana Vagnerová     | Gábina, kamarádka Dity     |
| Taťjana Medvecká   | paní Voráčková             |
| Jiří Lábus         | Jaroslav Drnec             |
| Marian Roden       | podnikatel Jaromír Zelenka |

| „                  | Je to jednoduchý příběh dvou mladých lidí, kteří postupně zjišťují, že se mají stejně rádi jako jejich psi. | “ |
| — režisér Sedláček | |   |

## Recenze
- Jan Varga, Filmspot, 30. června 2022, [9]
- Mirka Spáčilová, IDNES.cz, 3. července 2022, [10]
- Věra Míšková, Právo, 7. července 2022, [11]